# Kasteel van Rivieren

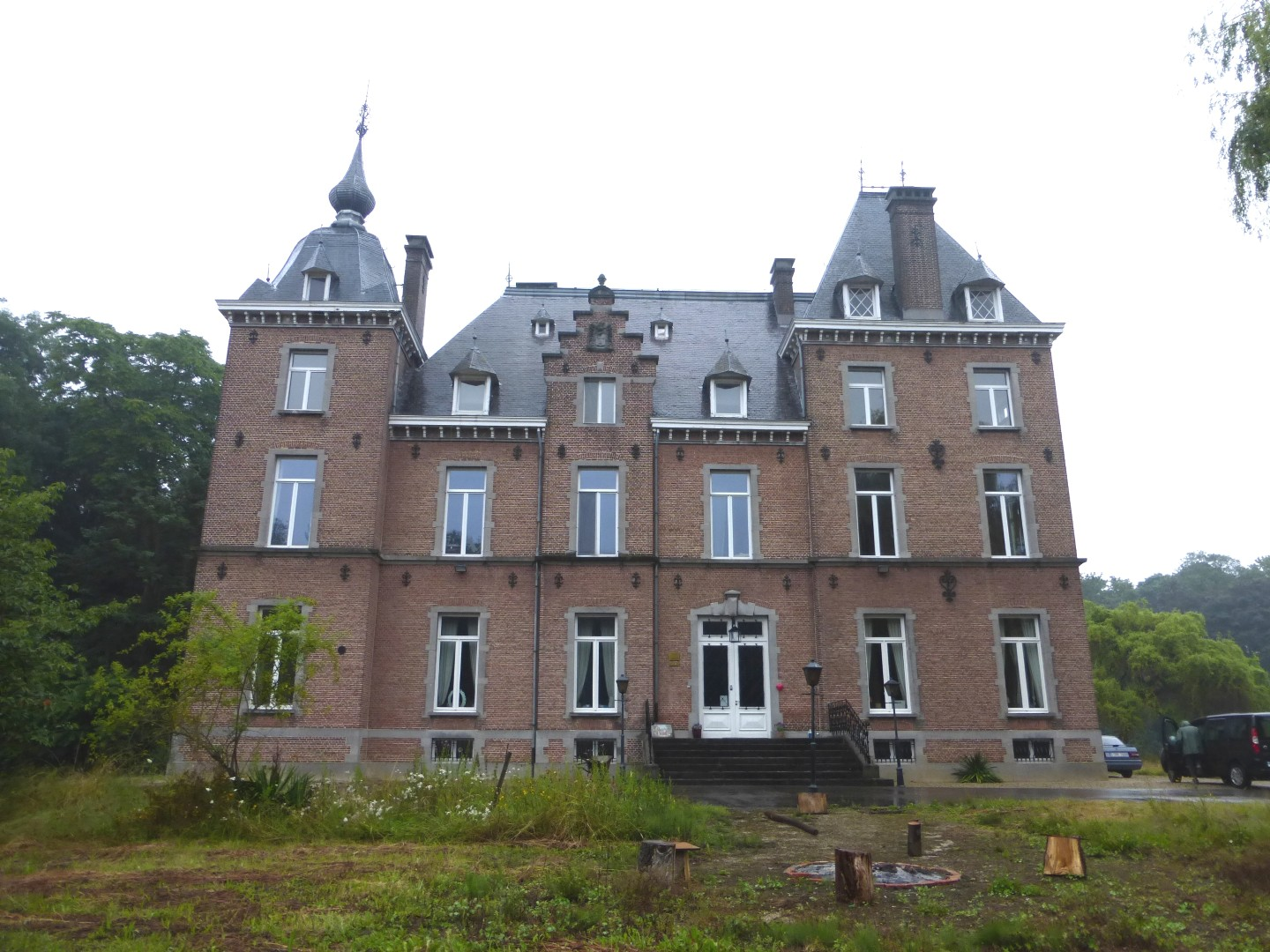
Kasteel van Rivieren

Het Kasteel van Rivieren is gelegen in Gelrode, een plaats in de gemeente Aarschot, in de provincie Vlaams-Brabant. Het bevindt zich aan de Begijnendijksesteenweg 221.

## Geschiedenis
Het kasteel werd gebouwd nabij een fossiele meander uit het Jonge Dryas-tijdperk. Het diende oorspronkelijk als zetel van de heerlijkheid van Rivieren en werd voor het eerst vermeld in 1197. Op een 16e-eeuwse afbeelding is een ringvormige gracht te zien, met daarbinnen een woontoren gemaakt van ijzerzandsteen. In 1764 werd het kasteel al vernieuwd in de toenmalige bouwstijl. In 1822 werd melding gemaakt van overblijfselen van het oude kasteel, maar er was buiten deze locatie een nieuw gebouw verrezen, mogelijk een buitenverblijf.
In 1830 werd gemeld dat het kasteel in verval raakte, en in 1866 werd het volledig afgebroken op bevel van de weduwe van François Tahon. Daarvoor in de plaats kwam een landhuis in eclectische stijl. In 1877 erfde Oscar van den Eynde de Rivieren het landgoed, en hij liet het rond 1886 ingrijpend verbouwen.
Het kasteel is verbonden met het natuurgebied Vorsdonkbos-Turfputten en bevindt zich in de buurt van de Demer.